# اسلیتین

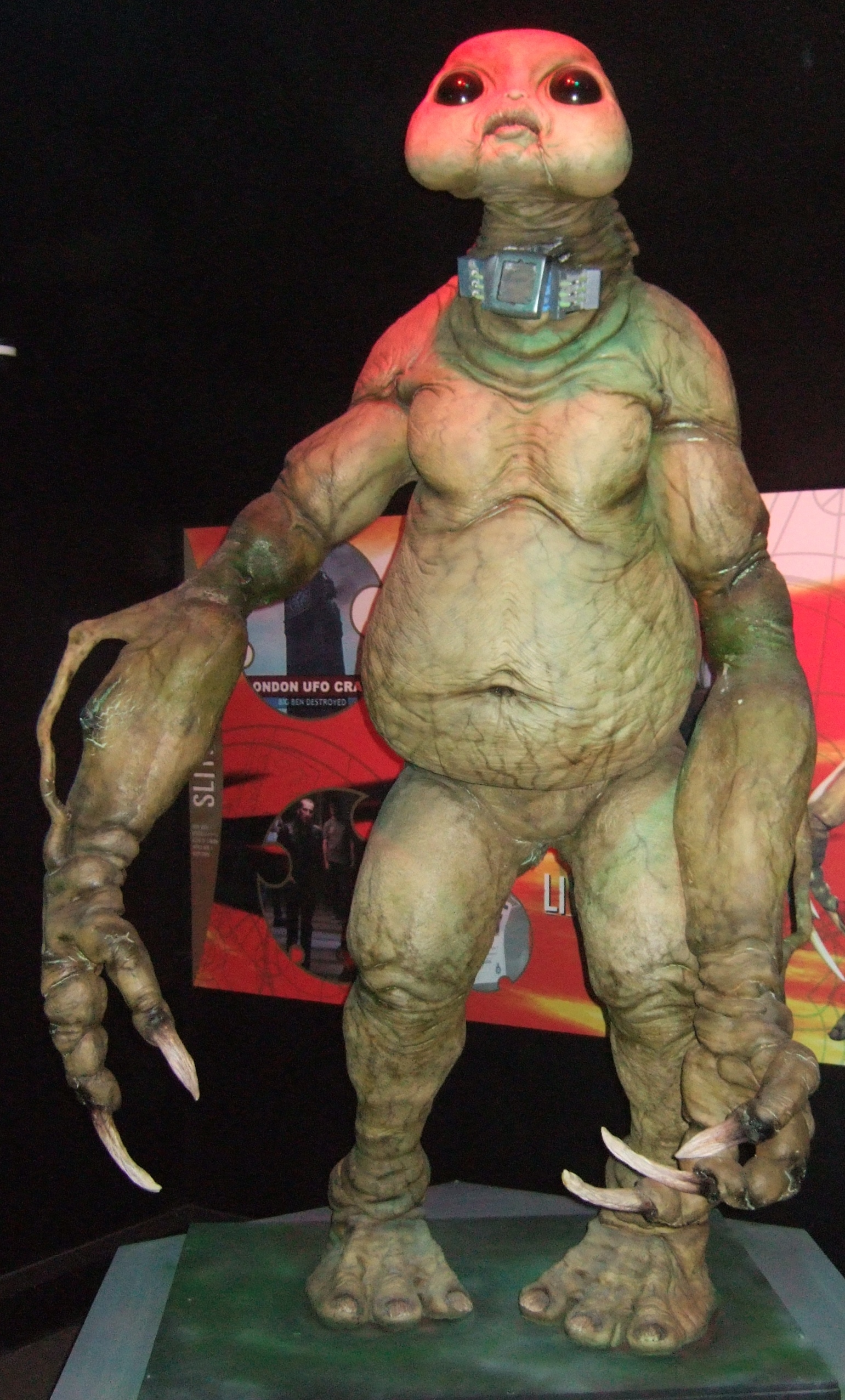
اسلیتین

اسلیتین یکی از بزرگترین و متنوع‌ترین موجودات فرازمینی سریال‌های علمی تخیلی دکتر هور (سری ۱) و ماجراهای سارا جین است.